# Fagnano-Problem

Höhenfußpunktdreieck:
einbeschriebene Dreiecke:

Das Fagnano-Problem ist das folgende nach Giovanni Fagnano benannte Optimierungsproblem.
Bestimme das in ein spitzwinkliges Dreieck einbeschriebene Dreieck minimalen Umfangs.
Hierbei versteht man unter einem einbeschriebenen Dreieck eines Dreiecks {\displaystyle \triangle ABC} ein Dreieck {\displaystyle \triangle GHI}, dessen Ecken auf den Seiten Dreiecks {\displaystyle \triangle ABC} liegen, das heißt {\displaystyle G\in {\overline {AC}}}, {\displaystyle H\in {\overline {AB}}} und {\displaystyle I\in {\overline {BC}}}. Für das Höhenfußpunktdreieck {\displaystyle \triangle DEF} gilt, dass sein Umfang geringer ist als der eines jeden anderen einbeschriebenen Dreiecks {\displaystyle \triangle GHI} und somit ist es die Lösung des Fagnano-Problems.
Zunächst zeigte Giovanni Fagnanos Vater Giulio Carlo Fagnano, dass man zu einem beliebigen festen Punkt U auf {\displaystyle {\overline {AB}}} 2 Punkte V auf {\displaystyle {\overline {AC}}} und W auf {\displaystyle {\overline {BC}}} so konstruieren kann, dass der Umfang des Dreieckes {\displaystyle \triangle UVW} minimal ist. Giovanni Fagnano verwandte dieses Resultat, um dann mit Hilfe der Differentialrechnung von allen möglichen U auf {\displaystyle {\overline {AB}}}, dasjenige zu bestimmen, für das der Umfang des Dreieckes {\displaystyle \triangle UVW} minimal wird. Später wurden auch mehrere elementargeometrische Beweise gefunden, unter anderem auch von Leopold Fejér und Hermann Amandus Schwarz. Diese Beweise verwenden meist Eigenschaften von Spiegelungen zur Bestimmung eines minimalen Weges.